# Liste der Monuments historiques in Ruffey-le-Château
Die Liste der Monuments historiques in Ruffey-le-Château führt die Monuments historiques in der französischen Gemeinde Ruffey-le-Château auf.

## Liste der Objekte
| Bezeichnung                                           | Beschreibung                      | Standort                       | Kennzeichnung | Schutzstatus | Datum | Bild |
| ----------------------------------------------------- | --------------------------------- | ------------------------------ | ------------- | ------------ | ----- | ---- |
| Reliquienbüste des heiligen Antidus                   | Holz, vergoldet, 18. Jahrhundert  | in der Kirche St-Antide (Lage) | PM25002376    | Inscrit      | 1980  |      |
| Gemälde Martyrium des heiligen Antidus                | Ölfarbe auf Holz, 17. Jahrhundert | in der Kirche St-Antide (Lage) | PM25002377    | Inscrit      | 1980  |      |
| Grabstein für Pierre du Vergier und Gauthière d’Asuel | Stein, bezeichnet 1519            | vor der Burg (Lage)            | PM25001287    | Classé       | 1909  |      |